# Episodi di Arrow (quarta stagione)
La quarta stagione della serie televisiva Arrow è stata trasmessa in prima visione assoluta negli Stati Uniti d'America da The CW dal 7 ottobre 2015 fino al 25 maggio 2016, con un totale di 23 episodi.
In Italia, la serie è stata trasmessa in lingua originale con sottotitoli in italiano a partire dal 23 dicembre 2015 su Premium Action, per poi essere diffusa in versione doppiata su Italia 1 dal 12 gennaio 2016 fino al 10 giugno 2016.
Alla conclusione di questa stagione, John Barrowman e Katie Cassidy lasciano il cast, mentre Colton Haynes riappare come guest star. L'episodio Leggende di ieri funge da backdoor pilot per lo spin-off Legends of Tomorrow. L'antagonista principale di questa stagione è Damien Darhk, interpretato da Neal McDonough.
Questa stagione segna un'importante evoluzione nella trama, con Oliver Queen che affronta sfide sempre più complesse e oscure, mentre cerca di mantenere la sua identità come vigilante e proteggere Star City dalle minacce incombenti.
| nº | Titolo originale     | Titolo italiano        | Prima TV USA     | Prima TV in Italia |
| -- | -------------------- | ---------------------- | ---------------- | ------------------ |
| 1  | Green Arrow          | Green Arrow            | 7 ottobre 2015   | 12 gennaio 2016    |
| 2  | The Candidate        | Il candidato           | 14 ottobre 2015  | 12 gennaio 2016    |
| 3  | Restoration          | Restaurazione          | 21 ottobre 2015  | 22 gennaio 2016    |
| 4  | Beyond Redemption    | Ultima speranza        | 28 ottobre 2015  | 29 gennaio 2016    |
| 5  | Haunted              | In trappola            | 4 novembre 2015  | 5 febbraio 2016    |
| 6  | Lost Souls           | Anime perse            | 11 novembre 2015 | 12 febbraio 2016   |
| 7  | Brotherhood          | Fratellanza            | 18 novembre 2015 | 19 febbraio 2016   |
| 8  | Legends of Yesterday | Leggende di ieri       | 2 dicembre 2015  | 26 febbraio 2016   |
| 9  | Dark Waters          | Acque torbide          | 9 dicembre 2015  | 4 marzo 2016       |
| 10 | Blood Debts          | Debiti di sangue       | 20 gennaio 2016  | 11 marzo 2016      |
| 11 | A.W.O.L.             | Senza permessi         | 27 gennaio 2016  | 18 marzo 2016      |
| 12 | Unchained            | Ritorni                | 3 febbraio 2016  | 25 marzo 2016      |
| 13 | Sins of the Father   | Le colpe del padre     | 10 febbraio 2016 | 1º aprile 2016     |
| 14 | Code of Silence      | Il codice del silenzio | 17 febbraio 2016 | 8 aprile 2016      |
| 15 | Taken                | Rapito                 | 22 febbraio 2016 | 15 aprile 2016     |
| 16 | Broken Hearts        | Cuori infranti         | 23 marzo 2016    | 22 aprile 2016     |
| 17 | Beacon of Hope       | Il faro della speranza | 30 marzo 2016    | 29 aprile 2016     |
| 18 | Eleven-Fifty-Nine    | 11:59                  | 6 aprile 2016    | 6 maggio 2016      |
| 19 | Canary Cry           | Pianto per Canary      | 27 aprile 2016   | 13 maggio 2016     |
| 20 | Genesis              | Genesis                | 4 maggio 2016    | 20 maggio 2016     |
| 21 | Monument Point       | Punto di riferimento   | 11 maggio 2016   | 27 maggio 2016     |
| 22 | Lost in the Flood    | Perduto nel diluvio    | 18 maggio 2016   | 3 giugno 2016      |
| 23 | Schism               | Scisma                 | 25 maggio 2016   | 10 giugno 2016     |

## Green Arrow
- Titolo originale: Green Arrow
- Diretto da: Thor Freudenthal
- Scritto da: Greg Berlanti e Beth Schwartz (soggetto); Marc Guggenheim e Wendy Mericle (sceneggiatura)

### Trama
Oliver e Felicity vivono ormai da sei mesi ad Ivy Town, conducendo una vita normale. Laurel, Diggle e Thea sono diventati i vigilanti di Star City e cercano di fermare una nuova banda criminale chiamata gli "Spettri", che attaccano sia la polizia che la Procura, con l'intento di eliminare le personalità politiche più importanti della città. Laurel e Thea chiedono aiuto a Oliver. In un vecchio magazzino, Oliver, Laurel, Diggle e Thea affrontano gli Spettri e assistono all'uccisione di uno dei membri della banda da parte del loro leader, il quale dimostra di possedere poteri soprannaturali. Con l'arrivo della polizia, tutti si ritirano, ma Oliver scopre da uno degli Spettri che l'organizzazione criminale intende distruggere la stazione ferroviaria di Star City. Nel rifugio, discutono dei poteri del leader degli Spettri: viene avanzata l'ipotesi che possa essere un metaumano, ma Oliver è convinto che si tratti di un individuo con poteri mistici. Grazie a dei flashback risalenti a cinque anni prima, si rivelano ulteriori dettagli sul passato di Oliver dopo gli eventi di Hong Kong: Oliver decide di non tornare a casa e inizia a viaggiare senza meta, diventando un vigilante e combattendo contro i criminali. Tuttavia, Amanda Waller lo trova e, dopo averlo drogato, il ragazzo si risveglia su un aereo in volo, costretto a paracadutarsi sull'isola di Lian Yu per una missione.
- Guest star: Grant Gustin (Barry Allen), Neal McDonough (Damien Darhk), Cynthia Addai-Robinson (Amanda Waller), Audrey Marie Anderson (Lyla Michaels), Enid-Raye Adams (Laura Hoffman), Jason Deline (Adam Hoffman)
- Ascolti USA: 2 670 000 telespettatori – rating/share 18-49 anni 1.1/4%[5]
- Ascolti Italia: 1 383 000 telespettatori – share 4.94%[6]

## Il candidato
- Titolo originale: The Candidate
- Diretto da: John Behring
- Scritto da: Marc Guggenheim e Keto Shimizu

### Trama
Oliver e Thea pranzano con una vecchia amica della loro madre, Jessica Danforth, e con sua figlia Madison, la quale annuncia ai due la sua intenzione di candidarsi a sindaco. Oliver cerca di convincere Jessica a rinunciare, poiché gli ultimi tre sindaci sono stati brutalmente uccisi, ma la donna non gli dà ascolto e decide comunque di candidarsi. Quentin fa capire a Oliver che Star City non ha bisogno di un nuovo vigilante, ma di una persona che combatta alla luce del sole. A questo punto, Oliver, nelle vesti di Green Arrow, e Thea, nei panni di Speedy, cercano di proteggere Jessica da un criminale di nome Lonnie Machin, assoldato da Damien per ostacolare la campagna elettorale della donna. Diggle confessa a Laurel che l'organizzazione di Damien ha ucciso suo fratello, ma preferisce non rivelarlo a Felicity e Oliver.
- Guest star: Neal McDonough (Damien Darhk), Echo Kellum (Curtis Holt), Alexander Calvert (Lonnie Machin), Jeri Ryan (Jessica Danforth), Tiera Skovbye (Madison Danforth), Jimmy Akingbola (Reiter), Elysia Rotaru (Taiana), Dean McKenzie (Dennis)
- Ascolti USA: 2 500 000 telespettatori – rating/share 18-49 anni 1.0/3%[7]
- Ascolti Italia: 1 371 000 telespettatori – share 5.44%[6]

## Restaurazione
- Titolo originale: Restoration
- Diretto da: Wendey Stanzler
- Scritto da: Wendy Mericle e Speed Weed

### Trama
Diggle ottiene informazioni da un membro dell'ARGUS riguardo al mandante dell'omicidio del fratello, una certa Mina Fayad, arrivata a Star City la notte precedente per incontrare Damien Darhk su richiesta dell'H.I.V.E. In realtà, il suo compito era quello di mettere in contatto Darhk con un metaumano capace di trasformare i propri tatuaggi (carte da gioco) in armi: Jeremy Tell, noto come Double Down, che riceverà l'ordine di uccidere Green Arrow e tutto il suo team. Dopo aver appreso da Felicity di una rapina a Star City, Oliver si reca sul posto da solo, ma ad attenderlo c'è proprio Tell, con cui ha la peggio; tuttavia, riesce a fuggire.Diggle trova Mina Fayad, ma viene scoperto e, a seguito di una sparatoria in cui muoiono alcuni agenti dell'H.I.V.E., Mina riesce a scappare, venendo però poi uccisa da Damien Darhk.
- Guest star: Neal McDonough (Damien Darhk), Caity Lotz (Sara Lance), Echo Kellum (Curtis Holt), JR Bourne (Jeremy Tell/Double Down), Carmen Moore (Mina Fayad), Ryan Robbins (Conklin), Katrina Law (Nyssa al Ghul), Elysia Rotaru (Taiana)
- Ascolti USA: 2 400 000 telespettatori – rating/share 18-49 anni 0.9/3%[8]
- Ascolti Italia: 1 312 000 telespettatori – share 5.24%[9]

## Ultima speranza
- Titolo originale: Beyond Redemption
- Diretto da: Lexi Alexander
- Scritto da: Beth Schwartz e Ben Sokolowski

### Trama
Oliver è determinato a diventare sindaco con il supporto dei fondi della Palmer Technology e decide di comunicare la sua intenzione al Team Arrow, che inizialmente non sembra offrirgli il supporto atteso. Tuttavia, rivela una sorpresa: Felicity, insieme a Oliver, Cisco e gli S.T.A.R. Labs, ha modernizzato il vecchio covo di Sebastian Blood, adattandolo alle esigenze del Team.Nel frattempo, due agenti di polizia di Star City vengono uccisi e si avvia la ricerca del colpevole. Felicity riceve messaggi da un terminale della Palmer Technology, ma non riesce a identificare l'autore. Grazie a un GPS, Oliver scopre che gli assassini appartengono proprio al corpo di polizia di Star City e sono coinvolti in attività di contrabbando di droga. Utilizzano anche l'equipaggiamento speciale della "squadra anti-giustizieri", creata da Lance per catturare Green Arrow.
- Guest star: Neal McDonough (Damien Darhk), Caity Lotz (Sara Lance), Echo Kellum (Curtis Holt), Elysia Rotaru (Taiana), Rutina Wesley (Lisa Warner), Ryan Robbins (Conklin)
- Ascolti USA: 2 640 000 telespettatori – rating/share 18-49 anni 0.9/3%[10]
- Ascolti Italia: 1 515 000 telespettatori – share 6.33%[11]

## In trappola
- Titolo originale: Haunted
- Diretto da: John Badham
- Scritto da: Brian Ford Sullivan e Oscar Balderrama

### Trama
Sara è a piede libero per le strade di Star City, dove uccide dei malviventi. Nel frattempo, Oliver incontra Alex Davis, il consulente che si occuperà della sua campagna elettorale, il quale gli consiglia di mettere da parte la sua amicizia con Laurel, considerando lo scandalo legato a Sara avvenuto anni prima. Tuttavia, Thea non è d'accordo, poiché Laurel è sempre stata una fedele amica. Sara si reca in un locale e aggredisce alcune ragazze; interviene Laurel, che combatte contro la sorella. Oliver arriva poco dopo e non riesce a credere che Sara sia viva, ma lei riesce a fuggire. Laurel confessa a Oliver che lei e Thea erano andate a Nanda Parbat, dove Sara è risorta grazie al Pozzo di Lazzaro.Oliver e Felicity non comprendono il motivo dell'aggressione di Sara, finché non notano la somiglianza tra le ragazze aggredite da Sara e Thea, realizzando così che era proprio Thea l'obiettivo di Sara. In seguito, Sara attacca Thea nel suo appartamento; quest'ultima riesce però a difendersi e Sara scappa ancora una volta, mentre Thea viene ricoverata in ospedale.
- Guest star: Neal McDonough (Damien Darhk), Caity Lotz (Sara Lance), Matt Ryan (John Constantine), Echo Kellum (Curtis Holt), Parker Young (Alex Davis), Jimmy Akingbola (Reiter), Ryan Robbins (Conklin)
- Ascolti USA: 2 600 000 telespettatori – rating/share 18-49 anni 1.1/4%[12]
- Ascolti Italia: 1 423 000 telespettatori – share 5.61%[13]

## Anime perse
- Titolo originale: Lost Souls
- Diretto da: Antonio Negret
- Scritto da: Beth Schwartz e Emilio Ortega Aldrich

### Trama
Felicity scopre che i messaggi che riceveva da Ray erano richieste di soccorso; lei e Oliver apprendono che Ray è stato catturato da Damien Darhk essendo stato parzialmente rimpicciolito. Determinata a ritrovarlo, Felicity si impegna in ogni modo possibile, mentre Oliver e il suo team rubano un dispositivo da un'azienda rivale della Palmer Technologies, un apparecchio che dovrebbe riportare Ray alla sua grandezza naturale.Nei flashback dell'isola, Oliver porta Reiter nel luogo dove Constantine lo aveva condotto in precedenza; utilizzando la pietra che gli era stata data, Reiter localizza delle scritture antiche e chiede a Oliver di portare gli schiavi a lavorare nell'insenatura dell'isola per degli scavi. Conklin assolda uno schiavo per uccidere Oliver, ma il piano fallisce e lo schiavo perde la vita.Oliver e la sua squadra fanno irruzione nel nascondiglio di Damien e riescono a salvare Ray, anche grazie all'aiuto di Curtis, che utilizza il dispositivo per farlo tornare a grandezza naturale. Nel frattempo, Sara non riesce a controllare la sete omicida che la affligge, conseguenza dell'effetto del Pozzo di Lazzaro. Così, saluta Laurel ringraziandola per tutto e decide di abbandonare Star City per stare con la madre.Thea chiede ad Alex di uscire con lei, dopo aver inizialmente rifiutato di farlo. Nonostante Damien si sia lasciato sfuggire Ray, è comunque soddisfatto perché ha ottenuto ciò che voleva dalla sua tecnologia.
- Guest star: Neal McDonough (Damien Darhk), Brandon Routh (Ray Palmer/Atom), Caity Lotz (Sara Lance/Canary), Charlotte Ross (Donna Smoak), Echo Kellum (Curtis Holt), Jimmy Akingbola (Reiter), Ryan Robbins (Conklin), Parker Young (Alex Davis), Elysia Rotaru (Taiana), Zoran Vukelic (Vlad)
- Ascolti USA: 2 300 000 telespettatori – rating/share 18-49 anni 0.9/3%[14]
- Ascolti Italia: 1 301 000 telespettatori – share 4.72%[15]

## Fratellanza
- Titolo originale: Brotherhood
- Diretto da: James Bamford
- Scritto da: Speed Weed e Keto Shimizu

### Trama
Gli Spettri attaccano un furgone blindato che trasporta del denaro destinato alle banche di Star City. Nonostante gli sforzi di Oliver e del suo team per fermarli, riescono a far saltare in aria il furgone con i soldi, con l'intento di distruggere economicamente la città; quando questa non avrà più risorse, diventerà una sede perfetta per l'H.I.V.E. Inoltre, Oliver e la squadra non riescono a risalire ai membri degli Spettri tramite l'identificazione del DNA, poiché, secondo Ray, metà dei loro marcatori genetici sono stati annullati a causa di un composto sintetico creato da una società. Pertanto, la squadra di Oliver fa irruzione nella sede della società produttrice del composto, poiché Ray potrebbe ricreare i marcatori grazie ad esso. Stranamente, Ray non è interessato a riprendersi la sua azienda, né a dichiararsi vivo agli occhi della società. Mentre la squadra di Oliver fa irruzione nella ditta, viene attaccata dagli Spettri; uno di loro si rivela essere Andy, il fratello di John.
- Guest star: Neal McDonough (Damien Darhk), Brandon Routh (Ray Palmer), Audrey Marie Anderson (Lyla Michaels), Elysia Rotaru (Taiana), Parker Young (Alex Davis), Jimmy Akingbola (Reiter), Ryan Robbins (Conklin), Eugene Byrd (Andy Diggle)
- Ascolti USA: 2 690 000 telespettatori – rating/share 18-49 anni 1.1/4%[16]
- Ascolti Italia: 1 164 000 telespettatori – share 4.59%[17]

## Leggende di ieri
- Titolo originale: Legends of Yesterday
- Diretto da: Thor Freudenthal
- Scritto da: Greg Berlanti e Marc Guggenheim (soggetto); Brian Ford Sullivan e Marc Guggenheim (sceneggiatura)

### Trama
Oliver e la sua squadra si recano a Central City per aiutare Barry e il suo team nella lotta contro Vandal Savage, utilizzando come base operativa una vecchia fattoria. Carter dona a Kendra la sua antica armatura, mentre Malcolm convince Oliver e Barry a trattare con Savage attraverso la diplomazia, organizzando un incontro tra i tre, al quale parteciperà anche lui. Savage è chiaro sulle sue pretese: vuole uccidere Carter e Kendra per assorbire il potere dalla loro morte; in caso contrario, minaccia di distruggere Star City e Central City, dando loro ventiquattro ore di tempo. Inoltre, avverte che nessuno di loro può ucciderlo, poiché è immortale.Nel frattempo, Oliver cerca di contattare la sua ex, Samantha, dopo averla vista con un bambino che potrebbe essere suo figlio. Oliver crede che Samantha non lo abbia perso come aveva fatto credere nove anni fa, e un test del DNA conferma i suoi sospetti.
- Guest star: Grant Gustin (Barry Allen/Flash), Danielle Panabaker (Caitlin Snow), Carlos Valdes (Cisco Ramon), Casper Crump (Vandal Savage), Falk Hentschel (Carter Hall/Hawkman), Ciara Renée (Kendra Saunders/Hawkgirl), Anna Hopkins (Samantha Clayton), Jack Moore (William)
- Ascolti USA: 3 660 000 telespettatori – rating/share 18-49 anni 1.4/4%[18]
- Ascolti Italia: 1 596 000 telespettatori – share 6.32%[19]

## Acque torbide
- Titolo Originale: Dark Waters
- Diretto da: John Behring
- Scritto da: Wendy Mericle e Ben Sokolowski

### Trama
Durante il periodo natalizio, Oliver e i cittadini si dedicano a rimettere in sesto la baia, ma gli Spettri attaccano i cittadini, chiaramente per inviare un messaggio intimidatorio a Oliver. Durante una conferenza stampa, Oliver rivela che il capo degli Spettri è Damien Darhk, facendo distribuire una sua foto e attivando un numero verde per ricevere informazioni. Nel frattempo, Felicity e sua madre, Donna, trovano l'anello di fidanzamento che Oliver aveva intenzione di dare alla sua fidanzata.Oliver e i suoi amici partecipano a una festa per la sua campagna elettorale, dove Felicity scopre che Donna e Quentin stanno uscendo insieme da tempo. Felicity chiede a Oliver perché non le abbia più fatto la proposta di matrimonio; lui spiega di aver cambiato idea al ritorno a Star City, ritenendo di non poter proteggere la sua fidanzata da questo stile di vita.Durante la festa, Damien arriva con gli Spettri e cattura John, Thea e Felicity. Damien usa i suoi poteri per scaraventare Oliver contro una vetrata, facendogli perdere i sensi. Malcolm decide di aiutare Oliver a salvare Thea, fornendogli uno dei cellulari criptati degli Spettri con cui comunicano tra loro; così, Oliver riesce a mettersi in contatto con Damien e i due fissano un appuntamento
- Guest star: Neal McDonough (Damien Darhk), Charlotte Ross (Donna Smoak), Echo Kellum (Curtis Holt), Elysia Rotaru (Taiana), Parker Young (Alex Davis), Ryan Robbins (Conklin), Eugene Byrd (Andy Diggle), Chenier Hundal (Paul), Janet Kidder (Ruvé Adams), Lynda Boyd (Phaedra Nixon), James Kidnie (Milo Armitage), Tuesday Hoffman (Nora Darhk)
- Ascolti USA: 2 820 000 telespettatori – rating/share 18-49 anni 1.0/3%[20]
- Ascolti Italia: 1 237 000 telespettatori – share 4.98%[21]

## Debiti di sangue
- Titolo originale: Blood Debts
- Diretto da: Jesse Warn
- Scritto da: Oscar Balderrama e Sarah Tarkoff [22]

### Trama
Felicity è in gravi condizioni e ha bisogno di un intervento chirurgico. Nel frattempo, Oliver tortura i criminali per ottenere informazioni su Damien, mentre John picchia Andy per lo stesso scopo. Lonnie Machin è tornato, desideroso di vendicarsi di Damien per averlo tradito; infatti, uccide alcuni membri degli Spettri. Il suo volto è parzialmente ustionato a causa dello scontro con Thea.Oliver e la sua squadra riescono a catturarlo e l'arciere cerca di ottenere informazioni su Damien, ma alla fine Lonnie viene consegnato alla polizia. Nel frattempo, Felicity subisce l'operazione e riesce a salvarsi, ma il danno al midollo spinale è permanente: non potrà più camminare. Andy, infine, indirizza John verso il luogo dove si trova Damien.Mentre Lonnie viene scortato via dalla polizia, Oliver decide di liberarlo e lo sprona a uccidere Damien. Questo gesto provoca il dissenso di Laurel e John, quest'ultimo avverte Oliver che non deve permettere alla sua rabbia di tirare fuori il peggio di lui.
- Guest star: Grant Gustin (Barry Allen), Neal McDonough (Damien Darhk), Alexander Calvert (Lonnie Machin), Charlotte Ross (Donna Smoak), Audrey Marie Anderson (Lyla Michaels), Elysia Rotaru (Taiana), Jimmy Akingbola (Reiter), Ryan Robbins (Conklin), Parker Young (Alex Davis), Janet Kidder (Ruvé Adams), Tuesday Hoffman (Nora Darhk)

## Senza permessi
- Titolo originale: A.W.O.L.
- Diretto da: Charlotte Brändström
- Scritto da: Brian Ford Sullivan e Emilio Ortega Aldrich

### Trama
John e Lyla stanno uscendo per divertirsi quando vengono raggiunti dall'agente Alan Chang dell'ARGUS, che chiede aiuto a Lyla. Tuttavia, Chang viene rapito da un gruppo di criminali. In seguito, il suo corpo viene ritrovato in un vicolo, con molteplici lacerazioni, traumi da forte impatto e l'asportazione del bulbo oculare sinistro. John e Lyla si recano da Amanda per ottenere spiegazioni, ma Amanda rifiuta di fornire risposte e, congedandoli, consegna furtivamente a Lyla una chiavetta USB contenente informazioni su un gruppo criminale chiamato "Shadowspire", guidato dal tenente Joyner, un vecchio compagno d'armi di John e Andy.Felicity, nel frattempo, non si sente pronta a tornare a far parte della squadra dopo quanto le è successo. Ha visioni della sua versione passata, che le dice che "giocare" a fare l'eroe l'ha messa nei guai e che il suo ruolo di esperta di computer al servizio dei vigilanti è solo una copertura per mascherare le sue insicurezze.La trama si sviluppa con John e Lyla che cercano di scoprire la verità dietro la morte di Chang e il coinvolgimento degli Shadowspire, mentre Felicity affronta le sue paure e indecisioni riguardo al suo posto nella squadra.
- Guest star: Audrey Marie Anderson (Lyla Michaels), Cynthia Addai-Robinson (Amanda Waller), Jimmy Akingbola (Reiter), Eugene Byrd (Andy Diggle), Erik Palladino (Joyner)
- Ascolti USA: 2 780 000 telespettatori – rating/share 18-49 anni 1.1/4%[23]
- Ascolti Italia: 1 010 000 telespettatori – share 4.07%[24]

## Ritorni
- Titolo originale: Unchained
- Diretto da: Kevin Fair
- Scritto da: Speed Weed e Beth Schwartz

### Trama
Nyssa riesce a fuggire da Nanda Parbat grazie all'aiuto della sua complice Talibah. Nel frattempo, a Star City, Thea inizia a sentirsi male a causa dell'astinenza dagli omicidi. Malcolm arriva in città e spiega a Oliver che se Thea non ucciderà qualcuno, morirà; nel caso di Sara, la situazione era diversa perché Constantine aveva completamente ristabilito la sua energia vitale.Felicity, intanto, deve lanciare sul mercato un nuovo prodotto innovativo, ma i dirigenti della Palmer Technologies preferiscono che sia qualcun altro a rappresentarlo, poiché la sua condizione di paralisi su una sedia a rotelle non darebbe una buona impressione all'azienda. Alex informa Oliver che Ruvé, la moglie di Damien, si candiderà al seggio di sindaco contro di lui.Un criminale noto come Calculator desidera assemblare un dispositivo capace di distruggere Internet, ma ha bisogno della pila energetica che la Palmer Technologies sta per lanciare. Roy lavora per lui e cerca di appropriarsi della pila aggredendo Curtis.La trama si sviluppa con tensioni crescenti tra i personaggi, mentre Oliver e il suo team affrontano le minacce sia interne che esterne, cercando di proteggere Star City da nuovi pericoli.
- Guest star: Colton Haynes (Roy Harper), Katrina Law (Nyssa Al Ghul), Celina Jade (Shado), Rila Fukushima (Tatsu Yamashiro), Janet Kidder (Ruvé Adams), Jimmy Akingbola (Reiter), Echo Kellum (Curtis Holt), Parker Young (Alex Davis), Tom Amandes (Noah Kuttler/Calculator), Elysia Rotaru (Taiana), Natasha Gayle (Talibah), Dean McKenzie (Dennis)
- Ascolti USA: 2 480 000 telespettatori – rating/share 18-49 anni 0.9/3%[25]
- Ascolti Italia: 922 000 telespettatori – share 4.18%[26]

## Le colpe del padre
- Titolo originale: Sins of the Father
- Diretto da: Gordon Verheul
- Scritto da: Ben Sokolowski e Keto Shimizu

### Trama
Il padre di Felicity, Noah, arriva a Star City con l'intento di ricostruire il suo rapporto con la figlia, rivelandole di sapere che lavora con i giustizieri della città. Tuttavia, Felicity non si fida di lui, poiché lo considera un criminale, nonostante Noah affermi che non avrebbe mai ucciso nessuno e che le sue azioni erano solo una prova dimostrativa.Nel frattempo, Oliver si trova di fronte a una difficile decisione: uccidere Malcolm per ottenere il loto e guarire Thea. Tuttavia, non può farlo perché Malcolm è sempre il padre di sua sorella. Per questo motivo, Laurel convince Nyssa a scendere a compromesso: Malcolm dovrà consegnare l'anello della Lega degli Assassini a Nyssa, rendendola la legittima sovrana della lega. Malcolm, tuttavia, è scettico e sostiene che non esista un antidoto contro gli effetti del Pozzo di Lazzaro.Nyssa offre a Oliver un campione del loto, che viene somministrato a Thea, portando a una parziale guarigione e confermando la veridicità delle sue affermazioni. La trama si sviluppa tra tensioni familiari e morali, mentre Oliver e il suo team cercano di affrontare le minacce rappresentate da Malcolm e dai segreti del passato di Felicity.
- Guest star: Neal McDonough (Damien Darhk), Katrina Law (Nyssa), Tom Amandes (Noah Kuttler/Calculator), Elysia Rotaru (Taiana), Charlotte Ross (Donna Smoak), Jimmy Akingbola (Reiter), Natasha Gayle (Talibah)
- Ascolti USA: 2 440 000 telespettatori – rating/share 18-49 anni 0.9/3%[27]
- Ascolti Italia: 980 000 telespettatori – share 3.8%[28]

## Il codice del silenzio
- Titolo originale: Code of Silence
- Diretto da: James Bamford
- Scritto da: Wendy Mericle e Oscar Balderrama

### Trama
Gli agenti dell'H.I.V.E. iniziano a distruggere alcuni edifici a Star City. Nel frattempo, Quentin viene preso di mira da Damien e, per non mettere Donna in pericolo, decide di lasciarla, sostenendo di avere problemi con il gioco d'azzardo. Tuttavia, Donna non gli crede e capisce che si tratta solo di una scusa.Alex conduce delle indagini sul passato dei Queen e informa Thea di aver scoperto che Moira ha dato un cospicuo assegno a una donna di nome Samantha Clayton, che era compagna di università di Oliver. Chiedendo chiarimenti a Oliver, Thea apprende che lui la tradì con Samantha mentre era con Laurel. Inoltre, scopre che Samantha ha avuto un bambino subito dopo la loro relazione, rendendosi conto che quel bambino è suo figlio. La trama si sviluppa tra tensioni familiari e segreti svelati, mentre Oliver e il suo team affrontano le minacce rappresentate dall'H.I.V.E. e le complicazioni del loro passato.
- Guest star: Neal McDonough (Damien Darhk), Echo Kellum (Curtis Holt), Jimmy Akingbola (Reiter), Ryan Robbins (Conklin), Charlotte Ross (Donna Smoak), Elysia Rotaru (Taiana), Chenier Hundal (Paul), Janet Kidder (Ruvé Adams), James Kidnie (Milo Armitage), Lynda Boyd (Phaedra Nixon), Enid-Raye Adams (Laura Hoffman), Rachel Luttrell (Rosie) Jack Moore (William), Tuesday Hoffman (Nora Darhk)
- Ascolti USA: 2 440 000 telespettatori – rating/share 18-49 anni 0.9/3%[29]
- Ascolti Italia: 1 027 000 telespettatori – share 4.16%[30]

## Rapito
- Titolo originale: Taken
- Diretto da: Gregory Smith
- Scritto da: Marc Guggenheim (soggetto); Keto Shimizu e Brian Ford Sullivan (sceneggiatura)

### Trama
Felicity inizia la terapia con il biostimolatore. Poco dopo, lei e Oliver ricevono la visita di Damien, il quale immobilizza facilmente Oliver con i suoi poteri e lo minaccia, intimandogli di abbandonare le elezioni; altrimenti, farà del male a William, che è sotto la sua custodia. Felicity chiede a Damien chi sia William, e Oliver si vede costretto a rivelarle la verità: William è suo figlio. Questa informazione viene poi condivisa con tutti i membri della squadra.Samantha, preoccupata per la scomparsa di suo figlio, si reca a Star City su consiglio di Barry Allen. Oliver le rivela di essere Green Arrow e la presenta a tutta la squadra, anche se Laurel già la conosceva. Samantha si scusa con Laurel poiché Oliver era con lei quando rimase incinta, ma Laurel le assicura che non c’è rancore.Felicity è arrabbiata dopo aver scoperto che Oliver aveva confidato questo segreto a Thea e Barry invece che a lei. Nonostante tutto, Oliver è determinato a combattere contro Damien, anche se è evidente che non ha possibilità di sconfiggerlo date le sue immense capacità.La trama si sviluppa tra tensioni emotive e conflitti interni, mentre il team cerca di affrontare le minacce rappresentate da Damien e le complicazioni del passato di Oliver.
- Guest star: Neal McDonough (Damien Darhk), Megalyn Echikunwoke (Mari McCabe/Vixen), Elysia Rotaru (Taiana), Jimmy Akingbola (Reiter), Ryan Robbins (Conklin), Parker Young (Alex Davis), Anna Hopkins (Samantha Clayton), Jack Moore (William)
- Ascolti USA: 2 700 000 telespettatori – rating/share 18-49 anni 1.0/3%[31]
- Ascolti Italia: 1 009 000 telespettatori – share 4.27%[32]

## Cuori infranti
- Titolo originale: Broken Hearts
- Diretto da: John Showalter
- Scritto da: Rebecca Bellotto e Nolan Dunbar

### Trama
Laurel porta Damien in tribunale con l'intento di arrestarlo, ma il suo avvocato difensore cerca di far cadere le accuse, sostenendo che il suo cliente non è il criminale Damien Darhk, ma un semplice uomo di nome Kenneth Bender. Nel frattempo, Quentin informa Oliver che Carrie Cutter è tornata, ma è molto cambiata: dopo la morte di Floyd Lawton, di cui era infatuata, è diventata cinica nei confronti dell'amore. Ora, dal suo punto di vista, l'amore è solo una debolezza e per questo rapisce coppie famose di Star City per ucciderle.Laurel non riesce a incriminare Damien a causa della mancanza di prove, e nessuno vuole testimoniare contro di lui per paura delle ritorsioni. Tuttavia, Quentin decide di testimoniare contro Damien, facendo leva sulla loro precedente collaborazione e dichiarando che lo aveva aiutato sotto coercizione.La trama si sviluppa tra tensioni legali e minacce personali, mentre Laurel e il team cercano di affrontare le conseguenze delle azioni di Damien e le complicazioni portate dal ritorno di Carrie Cutter.
- Guest star: Neal McDonough (Damien Darhk), Amy Gumenick (Carrie Cutter/Cupido), Adrian Holmes (Frank Pike), Elysia Rotaru (Taiana), Jimmy Akingbola (Reiter), Nicole Oliver (giudice Sakow), Preston Vanderslice (Blaine), Darien Martin (Robert), Paula Giroday (Allison), Dani Alvarado (Shannon)
- Ascolti USA: 2 090 000 telespettatori – rating/share 18-49 anni 0.7/3%[33]
- Ascolti Italia: 990 000 telespettatori – share 3.86%[34]

## Il faro della speranza
- Titolo originale: Beacon of Hope
- Diretto da: Michael Schultz
- Scritto da: Ben Sokolowski e Brian Ford Sullivan

### Trama
Damien è in prigione quando Malcolm va a trovarlo, informandolo che i membri dell'H.I.V.E. non intendono aiutarlo a fuggire e vogliono portare avanti il progetto Genesis senza di lui, considerandolo un leader dispotico. Nel frattempo, Thea informa Oliver che Alex, dopo lo scioglimento della campagna elettorale di Oliver, ha bisogno di un lavoro e troverà un impiego nella compagnia di Ruvé. Laurel propone invece di farlo lavorare alla Palmer Technologies come responsabile delle pubbliche relazioni.Thea decide quindi di andare a trovare Felicity al lavoro. Poco dopo, arriva anche Donna, preoccupata per come sta sua figlia dopo la rottura con Oliver. Tuttavia, la situazione si complica quando Brie Larvan, appena evasa di prigione, prende in ostaggio i dirigenti dell'ufficio, minacciando di ucciderli con le sue api se Felicity non le consegna il biostimolatore impiantato sulla schiena.La trama si sviluppa tra tensioni legali e minacce personali, mentre Laurel e il team devono affrontare le conseguenze delle azioni di Damien e il pericolo rappresentato dal ritorno di Brie Larvan. Con la vita dei dirigenti in gioco e la pressione che aumenta, Felicity dovrà trovare un modo per affrontare questa nuova minaccia e proteggere i suoi amici.
- Guest star: Neal McDonough (Damien Darhk), Emily Kinney (Brie Larvan), Charlotte Ross (Donna Smoak), Echo Kellum (Curtis Holt), Elysia Rotaru (Taiana), Jimmy Akingbola (Reiter), Adrian Glynn McMorran (Michael "Mormoro" Amar), Chenier Hundal (Paul Holt), Eugene Byrd (Andy Diggle), Dean McKenzie (Dennis)
- Ascolti USA: 2 340 000 telespettatori – rating/share 18-49 anni 0.9/3%[35]
- Ascolti Italia: 1 023 000 telespettatori – share 4.16%[36]

## 11:59
- Titolo originale: Eleven-Fifty-Nine
- Diretto da: Rob Hardy
- Scritto da: Marc Guggenheim e Keto Shimizu

### Trama
Andy informa suo fratello che Malcolm ha cercato di reclutarlo per aiutarlo a far evadere Damien dalla prigione, poiché l'H.I.V.E. gli ha voltato le spalle. Inoltre, gli rivela che Malcolm ha in programma di rubare dei missili da un furgone militare. Nel frattempo, Ruvé informa Laurel che il procuratore ha deciso di diventare vice sindaco e vorrebbe promuovere Laurel a procuratore.Thea avverte Laurel che, se accetta la promozione, non troverà il tempo per essere anche una vigilante e dovrà rinunciare a una delle due cose. Oliver, nel frattempo, osserva l'idolo da cui Damien traeva potere, identico a quello usato da Reiter su Lian Yu. In seguito, Oliver, John e Andy intercettano i membri della Lega degli Assassini ancora fedeli a Malcolm mentre tentano di rubare i missili. Riuscono a fermarli, ma nel frattempo Malcolm e i suoi seguaci fanno irruzione nel rifugio di Green Arrow, dove Thea e Laurel si preparano ad affrontarli.La trama si sviluppa tra intrighi e conflitti interni, mentre il team deve affrontare le minacce rappresentate da Malcolm e dai suoi alleati, in un crescendo di tensione che mette alla prova le loro alleanze e determinazioni.
- Guest star: Neal McDonough (Damien Darhk), Jimmy Akingbola (Reiter), Elysia Rotaru (Taiana), Janet Kidder (Ruvé Adams), Eugene Byrd (Andy Diggle), Adrian Glynn McMorran (Michael Amar), Venus Terzo (dottoressa Schwartz)
- Ascolti USA: 2 240 000 telespettatori – rating/share 18-49 anni 0.8/3%[37]
- Ascolti Italia: 834 000 telespettatori – share 3.43%[38]

## Pianto per Canary
- Titolo originale: Canary Cry
- Diretto da: Laura Belsey
- Scritto da: Wendy Mericle e Beth Schwartz

### Trama
Oliver e i suoi amici sono distrutti per la morte di Laurel, soprattutto John perché nulla sarebbe successo se avesse ascoltato Oliver su Andy, pure Felicity si sente in colpa perché aveva abbandonato il gruppo proprio quando avevano più bisogno di lei. Intanto una misteriosa ragazza, nelle vesti di Black Canary, che fa uso dello stesso dispositivo a ultrasuoni di Laurel, dà la caccia a tutte le persone affiliate a Damien, infatti, aggredisce Alex proprio mentre stava cenando con Thea dato che lavora nello staff della moglie di Damien. Nyssa giunge a Star City e va a trovare Quentin porgendogli le sue condoglianze per la morte di Laurel che Nyssa considerava un'amica, Quentin le chiede se è possibile riportarla in vita proprio come con Sara ma Nyssa lo informa che il Pozzo di Lazzaro è stato distrutto da lei e che quindi è impossibile farla risorgere.
- Guest star: Grant Gustin (Barry Allen) Katrina Law (Nyssa al Ghul), Alex Kingston (Dinah Lance), Parker Young (Alex Davis), Janet Kidder (Ruvé Adams), Madison McLaughlin (Evelyn Sharp), Venus Terzo (dott. Schwartz)
- Ascolti USA: 2 270 000 telespettatori – rating/share 18-49 anni 0.9/3%[39]
- Ascolti Italia: 1 069 000 telespettatori – share 4.42%[40]

## Genesis
- Titolo originale: Genesis
- Diretto da: Gregory Smith
- Scritto da: Oscar Balderrama e Emilio Ortega Aldrich

### Trama
Damien, accompagnato da Malcolm e Michael, si dirige al quartier generale dell'H.I.V.E., dove uccide i membri dell'agenzia che gli avevano voltato le spalle durante la sua detenzione, riprendendo così il controllo dell'H.I.V.E. e continuando a portare avanti il progetto Genesis. Nel frattempo, Oliver informa la sua squadra che andrà a Hub City per addestrarsi. Qui incontrerà uno sciamano che, su richiesta di John Constantine, si è offerto di istruire Oliver nella lotta contro le arti oscure di Damien. Prima di partire, Oliver dà ai suoi amici il permesso di divertirsi in sua assenza: Thea passerà un fine settimana romantico con Alex, mentre John trascorrerà più tempo con Lyla e Sara, ancora sotto la custodia dell'ARGUS.
Felicity convince Oliver a portarla con lui a Hub City. Una volta arrivati, si recano in un casinò dove incontrano Esrin Fortuna, uno sciamano immortale. Purtroppo, l'oscurità che alberga in Oliver lo rende un allievo problematico; lo sciamano non può aiutarlo, considerandolo un pericolo poiché quella stessa oscurità potrebbe essere sfruttata da Damien.
Nel frattempo, John intercetta Andy e, dopo un lungo inseguimento e l'ennesimo tradimento del fratello, gli spara, consapevole che finché Andy sarà vivo, la sua famiglia non sarà mai al sicuro. Nel frattempo, il weekend romantico di Thea si trasforma in un incubo quando si ritrova prigioniera nell'arca di Dark.
La trama si sviluppa tra tensioni emotive e conflitti interni, mentre Oliver e il suo team affrontano le minacce rappresentate da Damien e dai suoi alleati, cercando di proteggere ciò che resta della loro famiglia e della loro città.
- Guest star: Neal McDonough (Damien Darhk), Audrey Marie Anderson (Lyla Michaels), Eugene Byrd (Andy Diggle), Parker Young (Alex Davis), Gabriella Wright (Esrin Fortuna), Lynda Boyd (Phaedra Nixon), James Kidnie (Milo Armitage), Adrian Glynn McMorran (Michael "Mormoro" Amar)
- Ascolti USA: 2 070 000 telespettatori – rating/share 18-49 anni 0.7/3%[41]
- Ascolti Italia: 1 045 000 telespettatori – share 4.68%[42]

## Punto di riferimento
- Titolo originale: Monument Point
- Diretto da: Kevin Tancharoen
- Scritto da: Speed Weed e Jenny Lynn

### Trama
Damien Darhk è pronto ad avviare la fase finale di Genesis, intenzionato a distruggere il mondo mentre si rifugerà nella sua "Arca". Nel frattempo, Rubicon sta prendendo il controllo dei sistemi missilistici di tutto il mondo. Felicity rimprovera Lyla, sostenendo che è stato irresponsabile da parte dell'ARGUS creare un'arma del genere, ma Lyla le risponde che l'idea di Rubicon è stata di Amanda. 
Thea è prigioniera nell'Arca, e Malcolm, in virtù della sua alleanza con Damien, ha chiesto a lui e a Ruvé di permettere a sua figlia di sopravvivere. L'Arca inizia a essere occupata da persone sotto il controllo delle pillole per la manipolazione mentale di Damien.
Machin riesce a penetrare nell'Arca con l'intento di bloccare il sistema di ventilazione e vendicarsi contro Dark. Thea prova a farlo ragionare, ma Malcolm lo fa scappare mentre interviene vedendo le bombe già posizionate da Machin e pronte a esplodere.
Thea trova Alex privo di sensi e ingaggia una lotta contro Machin, ma quest'ultimo ha la meglio e uccide Alex sotto gli occhi di Thea.
Oliver e il suo team comprendono che Damien intende distruggere l'umanità per assorbire il potere dei morti, ottenendo così una enorme energia. Oliver riflette su ciò che Esrin e Mari gli hanno detto: Star City è un luogo in cui si può incanalare energia mistica. Pertanto, è lecito pensare che Damien assorbirà potere da una camera per convogliare energia.
Donna scopre che Quentin ha ricevuto un attestato che gli ridà il grado di capitano, ma dovrà dichiarare di non essere a conoscenza del fatto che Laurel fosse Black Canary. Donna gli fa notare che non è giusto, poiché ciò significherebbe mancare di rispetto alla memoria della sua amata figlia; Quentin capisce che ha ragione.
Per fermare Rubicon è necessario hackerarlo, ma Felicity non ha le capacità necessarie; solo suo padre Noah può farlo. Quando lo intercettano, Noah li aiuta a bloccare i missili, ma vengono attaccati dall'H.I.V.E. mentre tentano di fermare Rubicon, causando il lancio di un missile. Felicity riesce a dirottarlo per evitare che esploda su una città popolata da milioni di persone, ma decine di innocenti perdono comunque la vita.
La trama si sviluppa tra tensioni crescenti e dilemmi morali, mentre Oliver e il suo team cercano disperatamente di fermare Damien e salvare Star City dalla catastrofe imminente.
- Guest star: Neal McDonough (Damien Darhk), Charlotte Ross (Donna Smoak), Vinnie Jones (Danny Brickwell), Adrian Glynn McMorran (Michael Amar), Elysia Rotaru (Taiana), Jimmy Akingbola (Reiter), Parker Young (Alex Davis), Tom Amandes (Noah Kuttler), Audrey Marie Anderson (Lyla Michaels), Alexander Calvert (Lonnie Machin), Dean McKenzie (Dennis)
- Ascolti USA: 2 160 000 telespettatori – rating/share 18-49 anni 0.8/3%[43]
- Ascolti Italia: 1 164 000 telespettatori – share 5.25%[44]

## Perduto nel diluvio
- Titolo originale: Lost in the Flood
- Diretto da: Glen Winter
- Scritto da: Brian Ford Sullivan e Oscar Balderrama

### Trama
Oliver e Diggle, dopo aver raggiunto Damien, tentano di ucciderlo. Diggle gli spara, ma Damien, grazie ai suoi nuovi poteri, dissolve i proiettili, e lo stesso avviene per le frecce scagliate da Oliver. Approfittando della situazione, Damien riesce a fuggire. Nel frattempo, nell'Arca, Lonnie riesce a scappare mentre Thea è costretta da Malcolm e dagli agenti dell'H.I.V.E. a prendere le pillole per il controllo mentale.
Rintracciando il segnale del cellulare di Thea, Oliver e Diggle riescono ad accedere all'Arca attraverso un impianto fognario. Felicity e Noah devono hackerare Rubicon, poiché Damien potrebbe tentare nuovamente di distruggere l'umanità con un bombardamento nucleare. Questa volta sarà più difficile, poiché Damien ha assoldato Cooper Seldon, l'ex fidanzato di Felicity, che utilizza le sue abilità informatiche per ostacolare Felicity e Noah.
Con l'aiuto di Curtis, Felicity e Noah riescono a mandare offline Rubicon, salvando così il mondo. Nel frattempo, Arrow combatte contro Thea, che, sotto l'effetto della droga, lo percepisce come un nemico. Tuttavia, Oliver riesce a farla rinsavire e insieme costringono Malcolm a evacuare l'Arca.
Machin arriva nel centro di controllo dell'Arca e tiene in ostaggio la moglie e la figlia di Dark, lanciando un ultimatum. Arrow, Spartan e Thea cercano di fermarlo, ma una freccia inizia a far esplodere tutto. Machin uccide Ruvé mentre Oliver salva la figlia di Dark e ritorna in superficie insieme alla squadra.
La trama si sviluppa tra tensioni crescenti e dilemmi morali mentre Oliver e il suo team affrontano le minacce rappresentate da Damien e dai suoi alleati, cercando disperatamente di proteggere ciò che resta della loro città e delle loro vite.
Noah, dopo aver salvato il mondo insieme alla figlia, viene di nuovo allontanato da Donna, che lo reputa ancora un pericolo per Felicity.
- Guest star: Neal McDonough (Damien Darhk), Charlotte Ross (Donna Smoak), Tom Amandes (Noah Kuttler), Nolan Gerard Funk (Cooper Seldon), Jimmy Akingbola (Reiter), Elysia Rotaru (Taiana), Echo Kellum (Curtis Holt), Alexander Calvert (Lonnie Machin), Janet Kidder (Ruvé Adams), Tuesday Hofmann (Nora Darhk)
- Ascolti USA: 1 940 000 telespettatori – rating/share 18-49 anni 0.7/2%[45]
- Ascolti Italia: 992 000 telespettatori – share 4.44%[46]

## Scisma
- Titolo originale: Schism
- Diretto da: John Behring
- Scritto da: Greg Berlanti (soggetto); Wendy Mericle e Marc Guggenheim (sceneggiatura)

### Trama
Damien si dirige verso il loft di Felicity, dove Curtis cerca di proteggerla ma viene gravemente ferito. Poco dopo, Oliver e Diggle arrivano e ingaggiano una battaglia contro Damien e i suoi scagnozzi. Nonostante i loro sforzi, Damien riesce a rubare il dispositivo Anti-Rubicon di Felicity, intenzionato a dare il via a un secondo bombardamento nucleare. La situazione si complica ulteriormente quando Thea minaccia di uccidere Nora, costringendo Damien a ritirarsi e portare con sé sua figlia.
Oliver e il suo team portano Curtis nel loro rifugio per curarlo. Felicity chiede a Quentin di lasciare Star City con Donna per metterla al sicuro. Con l'aiuto di Cooper, Damien riesce a lanciare un'altra testata nucleare. Lyla, ignorando il consiglio di Oliver, manda i suoi uomini nella stanza di conversione dell'energia, da cui Damien trarrà potere quando le testate nucleari provocheranno uno sterminio di massa. Tuttavia, Damien uccide tutti gli agenti presenti.
Oliver sembra aver perso ogni speranza, ma Curtis, che si è appena ripreso, gli ricorda che nonostante tutti gli attentati terroristici a Star City, lui non ha mai abbandonato la città perché Green Arrow ha sempre ispirato fiducia.
Ritrovata la speranza, Oliver Queen sale sul tettuccio di un taxi in strada e, con un discorso toccante, riaccende la speranza nei suoi concittadini. Questi si uniscono per salvare la città e combattono contro gli Spettri di Dark. Durante la battaglia finale, Arrow affronta Damien e riesce a ucciderlo. Nel frattempo, Felicity trova Cooper e lo convince a salvarsi dando a lei la possibilità di dirottare i missili verso lo spazio.
La città è salva e Oliver Queen viene eletto Sindaco ad interim. Nel frattempo, Thea e Diggle decidono di prendersi una pausa dal team per ritrovare se stessi.
Nei flashback dell'isola, Oliver ricorda come l'idolo abbia portato alla follia Taiana, costringendolo a ucciderla. Rivede Amanda Waller che gli spiega che non deve cercare di cancellare l'oscurità dentro di lui, ma piuttosto usarla per salvare vite. Le offre due opzioni: entrare nell'ARGUS o tornare a casa come giustiziere, ma Oliver rifiuta entrambe le proposte, poiché deve mantenere la promessa fatta a Taiana e dirigersi verso la Russia.
La trama si sviluppa tra tensioni emotive e conflitti interiori mentre Oliver e il suo team affrontano le minacce rappresentate da Damien e dai suoi alleati, cercando disperatamente di proteggere ciò che resta della loro città e delle loro vite
- Guest star: Neal McDonough (Damien Darhk), Charlotte Ross (Donna Smoak), Nolan Gerard Funk (Cooper Seldon), Echo Kellum (Curtis Holt), Audrey Marie Anderson (Lyla Michaels), Elysia Rotaru (Taiana), Jimmy Akingbola (Reiter), Cynthia Addai-Robinson (Amanda Waller), Tuesday Hofmann (Nora Darhk)
- Ascolti USA: 2 190 000 telespettatori – rating/share 18-49 anni 0.8/3%[47]
- Ascolti Italia: 1 029 000 telespettatori – share 4.39%[48]